# Punto Put

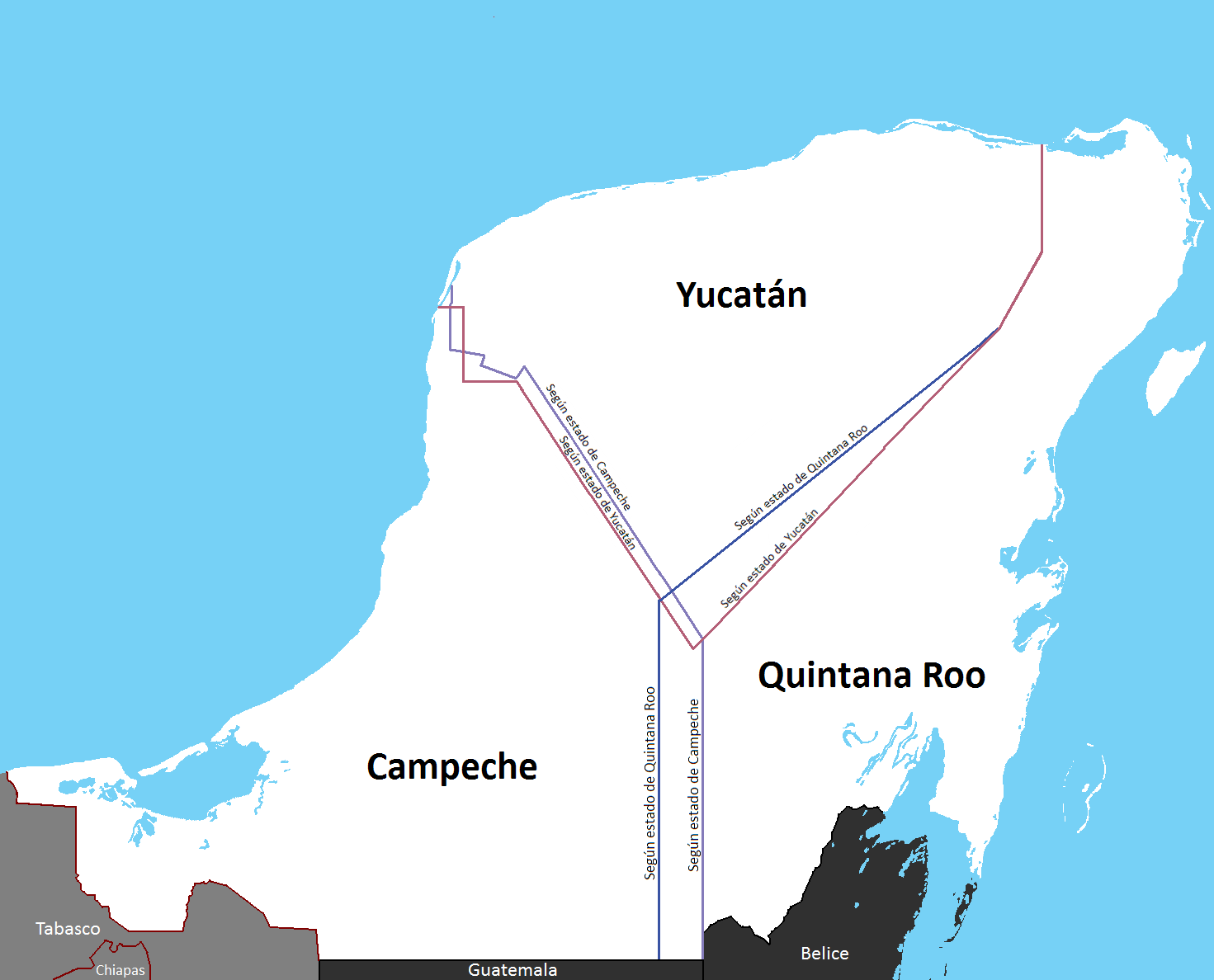
Grenzverlauf

Punto Put ist der Schnittpunkt der Grenzen zwischen den mexikanischen Bundesstaaten Yucatán, Campeche und Quintana Roo. 
Der Punkt wurde zunächst zwischen Yucatán und Campeche in einem nach dem mexikanischen Kastenkrieg völlig menschenleeren Gebiet an der Stelle eines damals wohl nicht mehr besiedelter Ranchos festgelegt, der in der damals viel gelesenen Reisebeschreibung des New Yorker Anwalts John Lloyd Stephens erwähnt geworden war und der den Maya-Namen „Put“ trug. Nach Anordnung des mexikanischen Präsidenten Porfirio Díaz wurde der Punkt erst 1922 durch eine Kommission als „200 metros al oeste de Put“ (200 Meter westlich von Put) bestimmt und seine Koordinaten durch astronomische Messung definiert. 
In einem jahrelangen Grenzstreit zwischen den modernen Staaten Quintana Roo und Campeche wurde der Punkt vor wenigen Jahren neu aufgesucht. Ein gemauerter Grenzpunkt wurde tatsächlich nahe einer kleinen Kirchenruine aufgefunden und mit Satelliten-Navigation bestimmt, wobei die aktuelle Lage nicht mehr als genau 300 Meter von der von 1922 abweicht – bemerkenswert angesichts der damaligen begrenzten Möglichkeiten.
Dennoch dauert ein Grenzstreit an, der 1988 vor den obersten Gerichtshof getragen wurde. Hintergrund ist nicht eine eventuell strittige genaue Lage des Punktes, sondern dass ein guter Teil der Siedlungen, die für die Gründung des Staates Campeche wesentlich waren, östlich der durch Put definierten Linie liegt. Diese Siedlungen sind jedoch konstituierender Bestandteil von Campeche, weil nur durch eine – großzügige – Einschätzung ihrer Bevölkerungszahl Campeche die Mindestzahl der Einwohner für die Ausrufung des eigenen Staates erreicht hatte. Um diese Siedlungen einzuschließen, zeichnen auch Karten des späten 19. Jahrhunderts die Grenze weiter östlich, ungefähr dort, wo Campeche seine Ostgrenze definiert, die auch auf offiziellen Karten der 1960er bis 1990er Jahre zu finden ist. Dieser Punkt wird als „Nuevo Punto Put“ bezeichnet (19° 39′ 7″ N, 89° 24′ 52″ W). Die seit Mitte der 1980er Jahre verstärkte Ausdehnung von Siedlungen und landwirtschaftlichen Flächen in die umstrittenen Regionen lassen vermuten, dass die Erschließung durch Straßen, Stromversorgung, Gesundheitswesen, Schulen Fakten schafft, denen die rechtliche Situation wird folgen müssen.